# Фрёйа
Фрёйа (норв. Frøya i Sør-Trøndelag) — коммуна в губернии Сёр-Трёнделаг в Норвегии. Административный центр коммуны — город Систранда. Официальный язык коммуны — букмол. Население коммуны на 2007 год составляло 4144 чел. Площадь коммуны Фрёйа — 241,31 км², код-идентификатор — 1620.

## История населения коммуны
Население коммуны за последние 60 лет.

Статистика коммуны Фрёйа